# Tyndall
Tyndall är administrativ huvudort i Bon Homme County i South Dakota. Orten har fått sitt namn efter fysikern John Tyndall. Enligt 2010 års folkräkning hade Tyndall 1 067 invånare.